# Pondok Kaso Landeuh
Pondok Kaso Landeuh is een bestuurslaag in het regentschap Sukabumi van de provincie West-Java, Indonesië. Pondok Kaso Landeuh telt 10.973 inwoners (volkstelling 2010).